# Darren Bent
Darren Ashley Bent (ur. 6 lutego 1984 w Londynie) – angielski piłkarz pochodzenia jamajskiego występujący na pozycji napastnika. 
Bent karierę piłkarską rozpoczął w roku 2001 w Ipswich Town. W tym zespole zaliczył 121 występów, strzelając w nich 49 goli, po czym w roku 2005 przeszedł do Charlton Athletic za kwotę 2,5 miliona funtów. Przez dwa kolejne sezony spędzone w tym klubie zostawał najlepszym strzelcem. Następnie podpisał kontrakt z Tottenhamem Hotspur. Tottenham zapłacił za niego 16,5 miliona funtów i pobił przy tym rekord klubowy. Po dwóch latach gry w tym klubie w sierpniu 2009 roku przeszedł do Sunderlandu. 8 stycznia 2011 roku trafił do Aston Villi
Był członkiem reprezentacji Anglii U-15, U-16, U-17, U-19, U-21 i kadry A. W kadrze U-21 zaliczył 14 występów, strzelając w nich 8 goli; zadebiutował w niej w spotkaniu z Włochami w roku 2003. W kadrze seniorskiej pierwszy występ zaliczył w 2006 roku, kiedy to zagrał w meczu z Urugwajem.

## Życie prywatne
Bent dorastał w Tooting w południowym Londynie. Jego ojciec, Mervyn grał niegdyś w szkółce piłkarskiej Wimbledonu i Brentford. W wieku dziesięciu lat Bent przeprowadził się do hrabstwa Cambridgeshire, gdzie grał w miejscowym Godmanchester Rovers. Jako dziecko był kibicem rywali Tottenhamu – Arsenalu, a jego idolem był Ian Wright. Posiadał bilet sezonowy na stadion Highbury.
W czerwcu 2004 roku otrzymał od policji pouczenie po tym jak oddał strzał z wiatrówki do 12-letniego dziecka.

## Kariera klubowa

### Ipswich Town
Bent rozwijał się w szkółce piłkarskiej klubu Ipswich Town, gdzie dołączył w wieku czternastu lat. Początkowo uprawiał lekkoatletykę. W roku 2001 grał w półfinale FA Youth Cup. W pierwszej drużynie zadebiutował 1 listopada tego samego roku w meczu Pucharu UEFA z Helsingborgiem. Pierwszą bramkę zdobył 27 listopada w przegranym 4:1 meczu z Newcastle United w ramach Pucharu Ligi Angielskiej.
Pierwszego gola w Premier League zdobył 24 kwietnia 2002 w wygranym 1:0 meczu z Middlesbrough. Sezon 2001/02 zakończył z dwoma trafieniami w siedmiu meczach we wszystkich rozgrywkach, a jego klub spadł z ligi. W październikowym meczu Pucharu UEFA ze Slovanem Liberec zdobył zwycięską bramkę i sezon 2002/03 zakończył z 18 golami. W następnych rozgrywkach zdobył 15 bramek, zaś w sezonie 2004/05 zdobył 19 goli, co uczyniło go najlepszym strzelcem klubu.

### Charlton Athletic

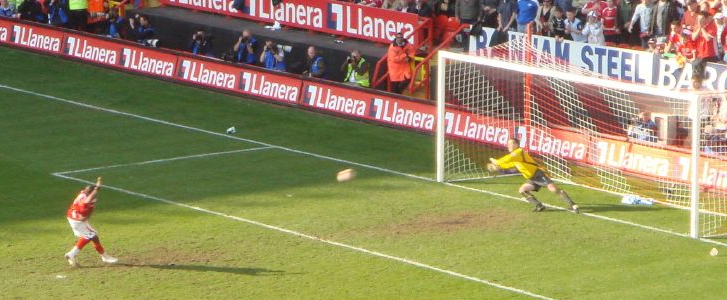
Bent zdobywa bramkę z rzutu karnego w 86. minucie meczu z Wigan Athletic, zakończonym zwycięstwem jego drużyny 1:0

Do drużyny Charltonu Athletic przeszedł w czerwcu 2005 za wstępną kwotę 2,5 miliona funtów, suma ta mogła wzrosnąć do 3 milionów, jeśli zagrałby określoną liczbę spotkań dla Charltonu i reprezentacji Anglii.
W otwierającym sezon 2005/06 dniu Bent zdobył dwie bramki w swoim debiutanckim spotkaniu z Sunderlandem. Został także wybrany najlepszym piłkarzem sierpnia w Premier League. W tym sezonie Bent był także najlepszym angielskim strzelcem w lidze i trzecim ogólnie. Został też wybrany Piłkarzem Roku Charltonu Athletic. Po tych sukcesach przedłużył swój kontrakt z klubem do 2010 roku.
Bent sezon 2006/07 zakończył z 13 bramkami w lidze i był najlepszym strzelcem swojej drużyny. Mimo to Charlton Athletic spadł do Football League Championship po siedmiu kolejnych sezonach gry w Premier League. Następnie Charlton Athletic zaakceptował ofertę kupna Benta przez West Ham United, jednak on sam nie chciał przejść na Upton Park.

### Tottenham Hotspur

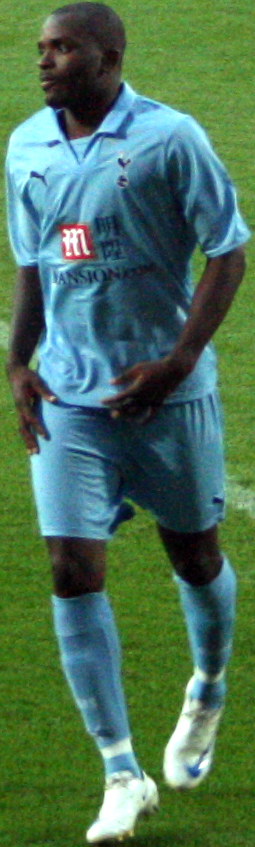
Bent w wygranym 5:1 przedsezonowym towarzyskim spotkaniu Tottenhamu z Norwich City 28 lipca 2008; strzelił w tym meczu dwie bramki

29 czerwca 2007 roku Bent przeszedł za sumę 16,5 miliona funtów do Tottenhamu Hotspur, klub ten ustanowił zarazem swój klubowy rekord w wysokości wydanych pieniędzy za jednego piłkarza. Ipswich otrzymało 20% tej kwoty czyli 2,58 milionów. Pierwszego gola dla nowej drużyny zdobył w towarzyskim przedsezonowym spotkaniu z Stevenage Borough. Pierwszą bramkę w lidze zdobył natomiast w sierpniu w wygranym 4:0 meczu z Derby County. 20 września zdobył także bramkę w wygranym 6:1 meczu pierwszej rundy Pucharu UEFA z Anarthosis Famagustą.
22 marca 2008 roku w wygranym 2:0 meczu z Portsmouth zdobył swoją setną bramkę w karierze. Następną bramkę Bent zdobył w meczu z Newcastle United i sezon ten zakończył z ośmioma golami na koncie w 36 meczach. W spotkaniach towarzyskim przed sezonem 2008/09 strzelił 12 goli.
Pierwszą bramkę w nowych rozgrywkach strzelił w zremisowanym 1:1 meczu z Chelsea F.C.. W wygranym 2:1 spotkaniu pierwszej rundy Pucharu UEFA z Wisłą Kraków strzelił gola z główki. 6 listopada w spotkaniu Pucharu UEFA z Dinamem Zagrzeb zdobył swojego pierwszego hat-tricka dla Tottenhamu w tych rozgrywkach. Bent zdobył także dwie bramki w wygranym 2:1 spotkaniu z Manchesterem City na City of Manchester Stadium i został także wybrany przez BBC najlepszym piłkarzem spotkania.
Pomyłka Benta w ostatnich minutach styczniowego meczu z Portsmouth kosztował Tottenham dwa punkty. Szkoleniowiec zespołu, Harry Redknapp powiedział: "Nigdy nie dostaniesz większej szansy na wygranie spotkania niż ta. Moja żona powinna to strzelić". Następnie pojawiły się plotki jakoby miałby on przejść do Sunderlandu, zaś Kenwyne Jones do Tottenhamu. Piłkarz jednak pozostał w klubie. 31 stycznia w przeciągu kilku minut zdobył dwie bramki po wejściu w drugiej połowie meczu z Boltonem Wanderers na Reebok Stadium, jednak jego zespół przegrał 3:2. Po przyjściu do klubu Robbiego Keane'a Redknapp zapewnił, że Bent pozostanie w Tottenhamie. Sezon 2008/09 zakończył z 17 bramkami we wszystkich rozgrywkach i jako najlepszy strzelec klubu.

### Sunderland
W lipcu Sunderland rozpoczął negocjacje na temat jego transferu. 4 sierpnia przeszedł testy medyczne i następnego dnia podpisał czteroletni kontrakt na kwotę 10 milionów funtów, która może wzrosnąć do 16,5 milionów. Sunderland pobił zarazem swój rekord transferowy, którym wcześniej było wydanie 9 milionów funtów na Craiga Gordona w 2006 roku.
W nowym klubie zadebiutował 15 sierpnia w ligowym meczu z Boltonem Wanderers. Sunderland wygrał 1:0 a on zdobył jedyną bramkę w spotkaniu.

## Kariera reprezentacyjna
Bent grał w reprezentacji Anglii U-15, U-16, kadry Anglii U-17 i U-19. Rozegrał również 14 meczów w kadrze do lat 21, strzelając w nich 9 bramek. Zadebiutował w niej w lutym 2003 w przegranym 1:0 meczu z Włochami. Pierwsze powołanie do seniorskiej kadry otrzymał 14 sierpnia 2005 na mecz z Danią, jednak w spotkaniu nie zagrał. Zadebiutował ostatecznie 1 marca 2006 roku w towarzyskim meczu z Urugwajem. W składzie Anglii na mundial 2006 nie został uwzględniony przez trenera Svena-Görana Erikssona.
Mimo grania w kadrze A Bent został przesunięty do reprezentacji U-21 i wystąpił w październikowym meczu Niemcami. W następnym miesiąciu powrócił do kadry seniorów, zastępując w niej kontuzjowanego Andy'ego Johnsona. Bent zagrał także w pojedynku eliminacji do Euro 2008 z Chorwacją, który odbył się w listopadzie 2007 roku. W marcu 2009 roku został powołany na mecz eliminacyjny do mundialu 2010 z Ukrainą z powodu kontuzji Carltona Cole'a. 14 listopada 2009 roku Bent po raz pierwszy zagrał w reprezentacji Anglii od pierwszej minuty. Zagrał w przegranym spotkaniu z Brazylią.
Łącznie w barwach narodowych wystąpił pięć razy.

## Statystyki
Stan na 4 marca 2015.
| Klub                   | Sezon   | Liga    | Liga | Puchary krajowe | Puchary krajowe | Puchary europejskie | Puchary europejskie | Łącznie | Łącznie |
| Klub                   | Sezon   | Występy | Gole | Występy         | Gole            | Występy             | Gole                | Występy | Gole    |
| ---------------------- | ------- | ------- | ---- | --------------- | --------------- | ------------------- | ------------------- | ------- | ------- |
| Ipswich Town           | 2001/02 | 5       | 1    | 1               | 1               | 1                   | 0                   | 7       | 2       |
| Ipswich Town           | 2002/03 | 35      | 12   | 5               | 5               | 3                   | 1                   | 43      | 18      |
| Ipswich Town           | 2003/04 | 37      | 15   | 2               | 0               | 0                   | 0                   | 39      | 15      |
| Ipswich Town           | 2004/05 | 45      | 19   | 3               | 0               | 0                   | 0                   | 48      | 19      |
| Ipswich Town           | Łącznie | 122     | 47   | 11              | 6               | 4                   | 1                   | 137     | 54      |
| Charlton Athletic      | 2005/06 | 36      | 18   | 8               | 4               | 0                   | 0                   | 44      | 22      |
| Charlton Athletic      | 2006/07 | 32      | 13   | 3               | 2               | 0                   | 0                   | 35      | 15      |
| Charlton Athletic      | Łącznie | 68      | 31   | 11              | 6               | 0                   | 0                   | 79      | 37      |
| Tottenham Hotspur      | 2007/08 | 27      | 6    | 1               | 0               | 8                   | 2                   | 36      | 8       |
| Tottenham Hotspur      | 2008/09 | 32      | 12   | 4               | 1               | 6                   | 4                   | 42      | 17      |
| Tottenham Hotspur      | Łącznie | 59      | 18   | 5               | 1               | 14                  | 6                   | 78      | 25      |
| Sunderland             | 2009/10 | 38      | 24   | 2               | 1               | 0                   | 0                   | 40      | 25      |
| Sunderland             | 2010/11 | 20      | 8    | 3               | 3               | 0                   | 0                   | 23      | 11      |
| Sunderland             | Łącznie | 58      | 32   | 5               | 4               | 0                   | 0                   | 63      | 36      |
| Aston Villa            | 2010/11 | 16      | 9    | 0               | 0               | 0                   | 0                   | 16      | 9       |
| Aston Villa            | 2011/12 | 22      | 9    | 3               | 1               | 0                   | 0                   | 25      | 10      |
| Aston Villa            | 2012/13 | 16      | 3    | 7               | 3               | 0                   | 0                   | 23      | 6       |
| Aston Villa            | Łącznie | 54      | 21   | 10              | 4               | 0                   | 0                   | 64      | 25      |
| Fulham                 | 2013/14 | 24      | 3    | 6               | 3               | 0                   | 0                   | 30      | 6       |
| Fulham                 | Łącznie | 24      | 3    | 6               | 3               | 0                   | 0                   | 30      | 6       |
| Aston Villa            | 2014/15 | 8       | 0    | 1               | 0               | 0                   | 0                   | 9       | 0       |
| Aston Villa            | Łącznie | 8       | 0    | 1               | 0               | 0                   | 0                   | 8       | 0       |
| Brighton & Hove Albion | 2014/15 | 5       | 2    | 0               | 0               | 0                   | 0                   | 5       | 2       |
| Brighton & Hove Albion | Łącznie | 5       | 2    | 1               | 0               | 0                   | 0                   | 5       | 2       |
| Derby County           | 2014/15 | 15      | 10   | 0               | 0               | 0                   | 0                   | 15      | 10      |
| Derby County           | Łącznie | 15      | 10   | 0               | 0               | 0                   | 0                   | 15      | 10      |
| Łącznie                | Łącznie | 413     | 169  | 46              | 22              | 18                  | 7                   | 482     | 194     |